# 100 a 100
100 a 100 (em japonês: 100発100中) é um filme japonês lançado em 1965.